# Provincia Colchagua
Colchagua (Provincia de Colchagua) este o provincie din regiunea O'Higgins, Chile, cu o populație de 210.528 locuitori (2012) și o suprafață de 5678 km2.